# Javier Cercas
Javier Cercas Mena, né le 6 avril 1962 à Ibahernando, dans la province de Cáceres, est un écrivain et traducteur espagnol. Il est également chroniqueur au journal El País.

## Biographie

### Jeunesse et formation
Son père est vétérinaire de campagne. Il s'installe à Gérone en 1966 quand Javier est âgé de quatre ans. Javier Cercas y étudie chez les maristes.
À quinze ans, il découvre Jorge Luis Borges qui va durablement marquer son œuvre.
En 1985, il étudie la philologie espagnole à l'université autonome de Barcelone, où il obtient ses premiers diplômes. Il poursuit dans la même spécialité à l'université de Barcelone jusqu'à l'obtention d'un doctorat.

### Carrières universitaire et littéraire
Après ses études, Javier Cercas travaille deux ans à l'université de l'Illinois à Urbana-Champaign. Il publie aux États-Unis un recueil de nouvelles dont le titre est celui du court roman qu'il contient, Le Mobile (El móvil, 1987), qui sera republié séparément en 2003. Cercas écrit aux États-Unis son deuxième roman, À petites foulées (El inquilino), paru en 1989, l'année où il est nommé professeur de littérature espagnole à l'université de Gérone.
En 1994, Cercas publie l'essai La obra literaria de Gonzalo Suárez (L'œuvre littéraire de Gonzalo Suárez), puis le roman El vientre de la ballena (1997) qui passe inaperçu. Encore peu connu comme écrivain, il est encouragé à écrire par son ami le romancier chilien Roberto Bolaño.
La notoriété vient à Javier Cercas avec son roman Les Soldats de Salamine (Soldados de Salamina, 2001), révélé par Mario Vargas Llosa, et qui obtient, par ailleurs, les éloges de John Maxwell Coetzee, Doris Lessing et Susan Sontag. Les Soldats de Salamine se présente comme une recherche historique menée par un journaliste sur un épisode de la vie d'un personnage réel de la guerre civile espagnole, l'idéologue de la Phalange et écrivain Rafael Sánchez Mazas, celui dans lequel ce personnage parvient à s'échapper d'un peloton d'exécution républicain. Il est poursuivi et retrouvé par un milicien qui le regarde et le laisse partir, ce qui lui sauve la vie. L'intrigue du roman est la recherche de l'identité de ce personnage anonyme.
Le roman À la vitesse de la lumière (La velocidad de la luz, 2005), a également pour sujet un conflit armé, cette fois la guerre du Viêt Nam, où, contrairement à ce qu'il développait dans ses œuvres précédentes, Javier Cercas refuse tout message d'espoir et plonge dans le mal qui se trouve tout autant que le bien dans le cœur humain. En parallèle au récit du soldat brisé par la culpabilité se déploie le récit d'un auteur espagnol bouleversé par le grand succès de son précédent roman. En 2017, le film El autor, réalisé par Manuel Martín Cuenca, est une adaptation de ce roman, avec Javier Gutiérrez dans le rôle de l'écrivain.
Le recueil de textes intitulé La verdad de Agamenón se compose de quatre parties : Autobiografías parle de voyages, de passions et de souvenirs personnels ; Cartas de batalla est constitué de textes controversés sur l'histoire et la littérature récente ; Nuevos relatos reales sont des histoires humoristiques et Los contemporáneos sont des essais sur des écrivains admirés par auteur.
Le roman Anatomie d'un instant (Anatomía de un instante, 2009) est l'analyse de la figure d'Adolfo Suárez, lors de la tentative de coup d'État de 1981 en Espagne,. Ce roman, que l'on peut aussi considérer comme un essai, est devenu un best-seller lors de la fête de Sant Jordi en 2009.
Cercas s'est largement inspiré d'El Vaquilla pour créer le personnage de Zarco dans son roman Les Lois de la frontière (Las leyes de la frontera, 2012).
En 2014, il publie un roman, L'Imposteur (El impostor). Si ce roman non plus n'est pas une simple fiction, il est enrichi des fictions de son personnage principal, Enric Marco. Figure réelle et médiatique de l'Espagne du XXe siècle post-franquiste, Enric Marco s'est tour à tour présenté comme un fervent anti-franquiste, un profond anti-fasciste et même une victime de la politique concentrationnaire des nazis. Mais toujours comme un résistant. Or ses mensonges ont été dévoilés et l'homme est cloué au pilori médiatique. Javier Cercas s'interroge sur ce don Quichotte moderne, ce Narcisse fabulateur qui refuse la médiocrité de sa vie, de son humanité et qui, par conséquent, remplit ce vide de son jeu d'acteur cabot, de ses paroles d'écrivain kitsch.
En 2017, Javier Cercas publie Le monarque de l'ombre (El monarca de la sombra), roman dans lequel il se plonge dans son histoire familiale à travers la figure de l’oncle de sa mère, soldat franquiste mort lors de la bataille de l’Ebre à l’âge de 19 ans durant la guerre civile espagnole.
Javier Cercas remporte le prix Salammbô (es) (2001), le prix Grinzane-Cavour (2003), le prix de la Critique du Chili, le prix de la ville de Barcelone et de la ville de Carthagène, le deuxième prix Librero (2001) et la médaille de l'Estrémadure (es) (2005), tous accordés par la critique. Il remporte le prix Méditerranée étranger en 2014 pour un cinquième roman, Les Lois de la frontière (2014). En 2015 le Prix littéraire de l'Université Inter-Ages du Dauphiné (UIAD) lui est attribué pour ce roman. Il reçoit le Prix Ulysse en 2013 pour l'ensemble de son œuvre.
Son œuvre est traduite dans plus de vingt langues.
Outre son travail de romancier, Javier Cercas est un collaborateur régulier de l'édition catalane et du supplément dominical du journal El País. Il est aussi chroniqueur. Ses articles sont rassemblés dans Una buena temporada (1998) et Relatos reales (2000).

## Œuvre

### Romans
- El móvil (1987), réédition Barcelone, Tusquets, 2003 Publié en français sous le titre Le Mobile, traduit par Élisabeth Beyer et Aleksandar Grujičić, Arles, Actes Sud, coll. « Lettres hispaniques », 2016, 96 p.  (ISBN 978-2-330-06896-7)
- El inquilino (1989), réédition Barcelone, Círculo de Lectores, 2002 Publié en français sous le titre À petites foulées, traduit par Élisabeth Beyer et Aleksandar Grujicic, Arles, Actes Sud, coll. « Lettres hispaniques », 2004, 139 p.  (ISBN 2-7427-4638-2)
- El vientre de la ballena (Barcelone, Tusquets, 1997)
- Soldados de Salamina (Barcelone, Tusquets, 2001) Publié en français sous le titre Les Soldats de Salamine, traduit par Élisabeth Beyer et Aleksandar Grujicic, Arles, Actes Sud, coll. « Lettres hispaniques », 2002, 236 p.  (ISBN 978-2-742-73935-6) ; réédition, Arles, Actes Sud, coll. « Babel » no 621, 2004  (ISBN 2-7427-4649-8) ; réédition, Paris, LGF, coll. « Le Livre de poche » no 30353, 2005  (ISBN 2-253-11356-5)
- La velocidad de la luz (Barcelone, Tusquets, 2005) Publié en français sous le titre À la vitesse de la lumière, traduit par Élisabeth Beyer et Aleksandar Grujicic, Arles, Actes Sud, coll. « Lettres hispaniques », 2006, 285 p.  (ISBN 978-2-742-76276-7) ; réédition, Arles, Actes Sud, coll. « Babel » no 865, 2008  (ISBN 978-2-7427-7253-7) ; réédition, Paris, LGF, coll. « Le Livre de poche » no 31987, 2010  (ISBN 978-2-253-12275-3)
- Anatomía de un instante (Barcelone, Mondadori, 2009) — Prix national de Narration 2010 Publié en français sous le titre Anatomie d'un instant, traduit par Élisabeth Beyer et Aleksandar Grujicic, Arles, Actes Sud, coll. « Lettres hispaniques », 2010, 427 p.  (ISBN 978-2-7427-9215-3) ; réédition, Arles, Actes Sud, coll. « Babel » no 1166, 2013  (ISBN 978-2-330-01775-0)
- Las leyes de la frontera (Barcelone, Mondadori, 2012) — Prix Méditerranée étranger 2014 Publié en français sous le titre Les Lois de la frontière, traduit par Élisabeth Beyer et Aleksandar Grujicic, Arles, Actes Sud, coll. « Lettres hispaniques », 2014, 352 p.  (ISBN 978-2-330-02710-0) ; réédition, Arles, Actes Sud, coll. « Babel » no 1338, 2015  (ISBN 978-2-330-05325-3)
- El impostor (Barcelone, Literatura Random House, 2014) Publié en français sous le titre L'Imposteur, traduit par Élisabeth Beyer et Aleksandar Grujičić, Arles, Actes Sud, coll. « Lettres hispaniques », 2015, 448 p.  (ISBN 978-2-330-05307-9)[9] ; réédition, Arles, Actes Sud, coll. « Babel » no 1485, 2017  (ISBN 978-2-330-08161-4)

- El monarca de las sombras (2017)

### Série Melchor Marín
1. Terra Alta, 2019 Publié en français sous le titre Terra Alta, traduit par Aleksandar Grujičić et Karine Louesdon, Arles, Actes Sud, coll. « Lettres hispaniques », 2021, 320 p.  (ISBN 978-2-330-15014-3)
2. Independencia, 2021 Publié en français sous le titre Terra Alta, volume 2, Indépendance, traduit par Aleksandar Grujičić et Karine Louesdon, Arles, Actes Sud, coll. « Lettres hispaniques », 2022, 339 p.  (ISBN 9782330165437)
3. El castillo de Barbazul, 2022 Publié en français sous le titre Terra Alta, volume 3, Le Château de Barbe-Bleue , traduit par Aleksandar Grujičić et Karine Louesdon, Arles, Actes Sud, coll. « Lettres hispaniques », 2023, 352 p.  (ISBN 9782330176303)

### Essais
- La obra literaria de Gonzalo Suárez (Barcelone, Sirmio, 1993)
- Àlbúm Galmes (2002), recueil d'études littéraires et de biographies dédié à Ponç Puigdevall
- Diálogos de Salamina: un paseo por el cine y la literatura (2003), ouvrage dédié à David Trueba
- El punto ciego (2016) Publié en français sous le titre Le Point aveugle[10], traduit par Élisabeth Beyer et Aleksandar Grujičić, Arles, Actes Sud, coll. « Un endroit où aller » no 272, 2016, 222 p.  (ISBN 978-2-330-06895-0)
- Le Fou de Dieu au bout du monde, Actes Sud, mars 2025, 576 p.[11]

### Chroniques, articles, préfaces, divers
- Una buena temporada (1998)
- Relatos reales (Barcelone, Tusquets, 2000)
- La verdad de Agamenón. Crónicas, artículos y un cuento (Barcelone, Tusquets, 2006)
- Felipe Alaiz, El arte de escribir sin arte (2012), préface de Javier Cercas

## Adaptations cinématographiques
- 2003 : Soldados de Salamina, film espagnol réalisé par David Trueba, adaptation du roman homonyme, avec Ariadna Gil
- 2017 : El autor, film espagnol réalisé par Manuel Martín Cuenca, adaptation du roman Le mobile (El móvil), avec Javier Gutiérrez